# Jacek Rutkowski (geolog)
Jacek Rutkowski (ur. 3 kwietnia 1934 w Zamościu, zm. 25 stycznia 2016 w Krakowie) – polski geolog, naukowiec, wykładowca akademicki, profesor Akademii Górniczo-Hutniczej im. Stanisława Staszica w Krakowie. 

## Życiorys
Jacek Rutkowski urodził się w 1934 r. w Zamościu. W 1951 r. ukończył liceum im. Bartłomieja Nowodworskiego w Krakowie i rozpoczął studia w Akademii Górniczo-Hutniczej. Studiował geologię w Sekcji Geologii Podstawowej na wydziale Geologiczno-Poszukiwawczym. Dyplom magistra uzyskał w 1956 r. i w tym samym roku został przyjęty na stanowisko asystenta w Katedrze Złóż Surowców Skalnych AGH kierowanej przez prof. Mariana Kamieńskiego. W 1959 r. został starszym asystentem. Rok później, po ukończeniu studiów uzupełniających, uzyskał tytuł magistra inżyniera w zakresie geologii złóż kopalin
stałych. W 1963 r. uzyskał stopień doktora nauk technicznych na podstawie pracy "Rozwój litologiczny i znaczenie użytkowe senonu okolicy Miechowa" oraz został adiunktem. Jacek Rutkowski habilitację w zakresie geologii złóż uzyskał w 1976 r., w 1987 r. został profesorem nadzwyczajnym, w 1995 r. został profesorem zwyczajnym. W 1979 r. przeszedł do Zakładu Kartografii Geologicznej (aktualnie Katedra Analiz Środowiskowych, Kartografii i Geologii Gospodarczej) w Instytucie Geologii i Surowców Mineralnych na macierzystym wydziale. Pomiędzy 1979 r., a 1989 r. pełnił on funkcję kierownika tego Zakładu. Zmarł w 2016 r., został pochowany na cmentarzu Rakowickim w Krakowie.

## Działalność naukowa
Profesor Rutkowski zajmował się zarówno badaniami podstawowymi, jak i aplikacyjnymi. W pierwszym okresie swojej kariery naukowej badał przede wszystkim petrografię, sedymentację i właściwości fizyczne skał węglanowych, piaskowców, żwirów oraz surowców mineralnych. Po przejściu do Zakładu Kartografii Geologicznej jego zainteresowania badawcze rozszerzyły się o zagadnienia geologii czwartorzędu, geomorfologii, a także tworzenia map geologicznych.
Do największych jego osiągnięć należały badania litologii utworów kredy Niecki Miechowskiej, warunków sedymentacji i litologii wapieni sarmatu z południowo-zachodnich Gór Świętokrzyskich, tektoniki i utworów czwartorzędowych okolic Krakowa, a także środowiska jeziora Wigry. Dodatkowo opracował on własną, aktualnie powszechnie wykorzystywaną, metodę badań żwirów czwartorzędowych, był on w Polsce pionierem powszechnego wykorzystania zdjęć lotniczych i satelitarnych do kartografii geologicznej i geomorfologicznej, a także wykorzystania sejsmiki wysokiej rozdzielczości do badań osadów jeziornych. Opracował własną grawitacyjną sondę rdzeniową do poboru osadów z dna jeziora. Razem z Prof.Elżbietą Mycielską-Dowgiałło jest współautorem i współredaktorem dwóch książek: „Badania osadów czwartorzędowych. Wybrane metody i interpretacja wyników” oraz „Badenie cech strukturalnych osadów czwartorzędowych i wybrane metody oznaczania ich wieku”.
Jacek Rutkowski wykładał na swojej macierzystej uczelni, według opracowanego przez siebie programu, geomorfologię, geologię czwartorzędu, kartografię geologiczną oraz geologię strukturalną. Naukową pasję przekazywał studentom, przede wszystkim, podczas praktyk i
prowadzonych przez siebie prac terenowych. 
Ostatnie 20 lat swojego życia prof. Rutkowski poświęcił badaniom jeziora Wigry na Suwalszczyźnie. Niezwykłym jego osiągnięciem było de facto stworzenie luźnego, nieformalnego, interdyscyplinarnego zespołu naukowców z całej Polski, od studentów po renomowanych profesorów, którzy pociągnięci autorytetem i osobowością profesora, pod jego kierownictwem, nieodpłatnie poświęcili się badaniom przyrodniczym jeziora i jego otoczenia. Zaczynając od badania litologii żwirów z dna Wigier, z czasem, wraz z przystąpieniem do współpracy kolejnych badaczy, zakres badań został poszerzony o geologię, hydrochemię, hydrobiologię, datowanie osadów oraz badanie ewolucji środowiska jeziora Wigry i sąsiadujących jezior (głównie sucharów). Wymiernym efektem działania tej grupy, oprócz licznych referatów, było sto kilkadziesiąt publikacji naukowych, kilkadziesiąt prac dyplomowych oraz podsumowująca, wydana w 2009 r. monografia "Jezioro Wigry. Historia jeziora w świetle badań geologicznych i paleoekologicznych".
Jacek Rutkowski jest autorem lub współautorem około 250 prac naukowych, w tym arkuszy „Kraków” i „Miechów” Szczegółowej Mapy Geologicznej Polski 1:50000, promotorem 6 prac doktorskich oraz recenzentem wielu prac doktorskich i habilitacyjnych. Był on członkiem honorowym Polskiego Towarzystwa Geologicznego, członkiem założycielem Polskiego Towarzystwa Limnologicznego, a także członkiem m.in. Komisji Paleogeografii Czwartorzędu Polskiej Akademii Umiejętności i Komitetu Badań Czwartorzędu Polskiej Akademii Nauk.

## Nagrody i odznaczenia
Laureat licznych nagród i odznaczeń: odznaczony Krzyżem Kawalerskim Orderu Odrodzenia Polski (1987), Złotym Krzyżem Zasługi (1976) i Medalem Komisji Edukacji Narodowej (1994), laureat, przyznawanej przez Polskie Towarzystwo Geologiczne, prestiżowej nagrody naukowej im. Ludwika Zejsznera (1965), Odznaki Honorowej Województwa Podlaskiego (2014), za wybitne dokonania w zakresie poznania środowiska przyrodniczego Wigierskiego Parku Narodowego oraz licznych innych nagród. 